# Mirakel
För andra betydelser, se Mirakel (olika betydelser).
| Mirakel |
| --- |
| Kristus uppväcker Lasaros. Målning av Juan de Flandes (cirka 1500). - Betydelse – oväntad, uppseendeväckande och ofta "övernaturlig" (gudomlig) händelse - Etymologi – franskans miracle (latinets miraculum) - Relaterade begrepp – under, underverk |

Ett mirakel (franska: miracle, från latinets miraculum) eller under är en oväntad och uppseendeväckande händelse som inte kan förklaras med enbart naturliga processer. Ett mirakel betraktas ofta som ett övernaturligt eller ett Gudomligt ingripande. Begreppen mirakel och under syftar på en händelse. Ett ting som är uppseendeväckande – särskilt om det kan tros vara skapat av någon övernaturlig kraft – kan benämnas underverk. Den som utför dessa under kallas undergörare.
I princip alla religioner utgår från att mirakler kan ske, och många betraktar ett mirakel som världshistoriens viktigaste händelse (exempelvis Jesu uppståndelse eller Muhammeds mottagande av Koranen). Människor som inte tror på mirakler kallas för naturalister. Huruvida mirakler kan ske och har skett är hett omdebatterat inom religionsfilosofin.

## Miraklers möjlighet
Upplysningsfilosofen Voltaire hävdade att mirakler per definition är en självmotsägande, för han definierade det som ”ett brott mot matematiska, gudomliga, orubbliga, eviga lagar.” En naturlag kan inte samtidigt vara orubblig och bruten, poängterade han. I samma anda menade den svenske filosofen Ingemar Hedenius att ett mirakel innebär att något omöjligt sker, vilket är en självmotsägelse.

Filosofen Alvin Plantinga har invänt mot denna förståelse av mirakler. Han påpekar att naturlagar enbart gäller i slutna system och menar att om en övernaturlig aktör påverkar universum har vi med ett öppet system att göra. Mirakler kan då inte vara brott mot naturlagarna. Han skriver:
Om Gud utför ett mirakel skulle det inte alls innebära att en naturlag bryts. Detta eftersom varje tillfälle när Gud utför ett mirakel uppenbarligen är ett tillfälle när universum inte är kausalt stängt, och lagarna säger ingenting om vad som händer när universum inte är kausalt stängt. Faktum är att utifrån denna förståelse är det inte ens möjligt att Gud bryter en naturlag. 
Upplysningsfilosofen David Hume argumenterade för att vi aldrig ska tro att ett mirakel har skett även om det är möjligt att de sker. I sin essä "Om mirakler" menade han att det alltid är mer sannolikt att någon som hävdar sig ha bevittnat ett mirakel bedrar eller är bedragen än att miraklet faktiskt har ägt rum. Detta för att vår erfarenhet av naturlagarnas regelbundenhet är mycket större än vår erfarenhet av mirakler. Hume menade också att en tillräcklig mängd visa män aldrig har bevittnat ett mirakel och att mirakeltro kommer från ignoranta och barbariska nationer.
Humes argumentation har både försvarats och kritiserats av filosofer de senaste 250 åren. En av kritikerna, John Earman, menar att Humes argumentation inte är logiskt sammanhängande och är oförenlig med bayesiansk sannolikhetslära. Earman argumenterar för att alla osannolika händelser går att etablera med goda bevis och att det inte finns någon anledning att betrakta mirakler som extremt osannolika baserat på bevisen för naturlagarna i och med att mirakler inte behöver bryta mot naturlagar. En annan kritiker av Hume, Chin Liew Ten, menar att hans syn på mirakeltro som barbarisk hänger samman med en kolonialistisk syn på världen där majoriteten av mänsklighetens upplevelser inte tas på allvar. Bland filosofer som på senare tid försvarat Humes argument finns Robert Fogelin och Arif Ahmed.

## Mirakler och vetenskap
Efter att de protestantiska reformatorerna hade kritiserat katolska kyrkan för att fylla sina helgonberättelser med skrönor och vandringssägner utvecklade Vatikanen ett system för att kritiskt granska mirakler kopplade till helgonförklaringar. Minst två mirakler krävs nämligen för att en avliden katolik ska betraktas som helgon. Sedan slutet av 1500-talet har Vatikanen krävt att påstådda mirakler ska granskas av experter, oftast läkare, för att se om fenomenet är vetenskapligt oförklarligt. Först därefter kan kyrkans företrädare fatta beslut om huruvida det rör sig om ett mirakel.
Läkaren och ateisten Jacalyn Duffin har undersökt den katolska processen för att granska mirakler och förvånades över hur mycket den baserade sig på vetenskap. Hon skriver: "De avvaktar med att bedöma att något övernaturligt har inträffat tills de är övertygade om att diagnoserna är korrekta, att undersökningarna och vården är modern, och att experterna är beredda att beskriva händelserna som oförklarliga."
I kontrast till detta menar många att mirakler och vetenskap är oförenliga. Forskarna Tobias Hägerland och Cecilia Wassén menar att historievetenskapen inte kan använda sig av övernaturliga förklaringar. Det skulle strida mot metodologisk naturalism som enligt dem bör ligga till grund för den vetenskapliga metoden. De skriver: "Det borde vara lika självklart att en troende bibelforskare gör boskillnad mellan sin personliga tro och sin vetenskapliga verksamhet som att en statsvetare skiljer mellan sin egen politiska uppfattning och sin forskning. När forskare  överger  dessa  ideal  undergrävs  förtroendet  för  vetenskapen,  som  till  sist riskerar att reduceras till ett forum för aktivism och opinionsbildning."
Historikern Bart D. Ehrman menar att ett mirakel per definition är den minst troliga förklaringen till en historisk händelse: "I annat fall vore det inget mirakel". Ehrman framhåller också att övernaturliga förklaringar inte kan användas inom historisk forskning eftersom de förutsätter ett perspektiv som inte alla historiker kan dela.
Teologen Micael Grenholm har i boken Dokumenterade mirakler samlat över 50 exempel på det han kallar för vetenskapligt oförklarliga tillfrisknanden efter bön (VOTEB) utifrån läkarutlåtanden och journaler. Utifrån dessa presenterar han ett filosofiskt argument för miraklers existens som går ut på att det är mer osannolikt att alla VOTEB beror på okända naturliga fenomen än att åtminstone ett beror på ett mirakulöst bönesvar. Grenholm betonar att hans samling VOTEB bara är ett urval och att en amerikansk studie indikerar att det finns tusentals VOTEB bara i USA.
Kritiker till mirakeltro hävdar däremot att sannolikheten att något är ett mirakulöst bönesvar är mycket mindre än att alla oförklarliga fenomen har naturliga förklaringar som vi inte har upptäckt än. De menar att om bön fungerar så skulle studier av förbön ha mycket tydligare positiva resultat. En vanlig invändning mot mirakeltro är även att vi borde se dokumenterade fall av amputerade som får sina kroppsdelar tillbaka efter bön.